# Saint-Aubin-des-Grois
Saint-Aubin-des-Grois ist eine Commune déléguée in der französischen Gemeinde Perche en Nocé mit 45 Einwohnern (Stand: 1. Januar 2022) im Département Orne.
Die Gemeinde Saint-Aubin-des-Grois wurde am 1. Januar 2016 mit Saint-Jean-de-la-Forêt, Colonard-Corubert, Dancé, Préaux-du-Perche, Nocé, Colonard-Corubert zur Commune nouvelle Perche en Nocé zusammengeschlossen. Sie hat seither den Status einer Commune déléguée.

## Geographie
Saint-Aubin-des-Grois liegt etwa 42 Kilometer ostsüdöstlich von Alençon und etwa 19 Kilometer südsüdöstlich von Mortagne-au-Perche.

## Bevölkerungsentwicklung
| Jahr                      | 1962 | 1968 | 1975 | 1982 | 1990 | 1999 | 2006 | 2013 |
| Einwohner                 | 131  | 139  | 101  | 75   | 60   | 58   | 63   | 63   |
| Quelle: Cassini und INSEE |      |      |      |      |      |      |      |      |

## Sehenswürdigkeiten

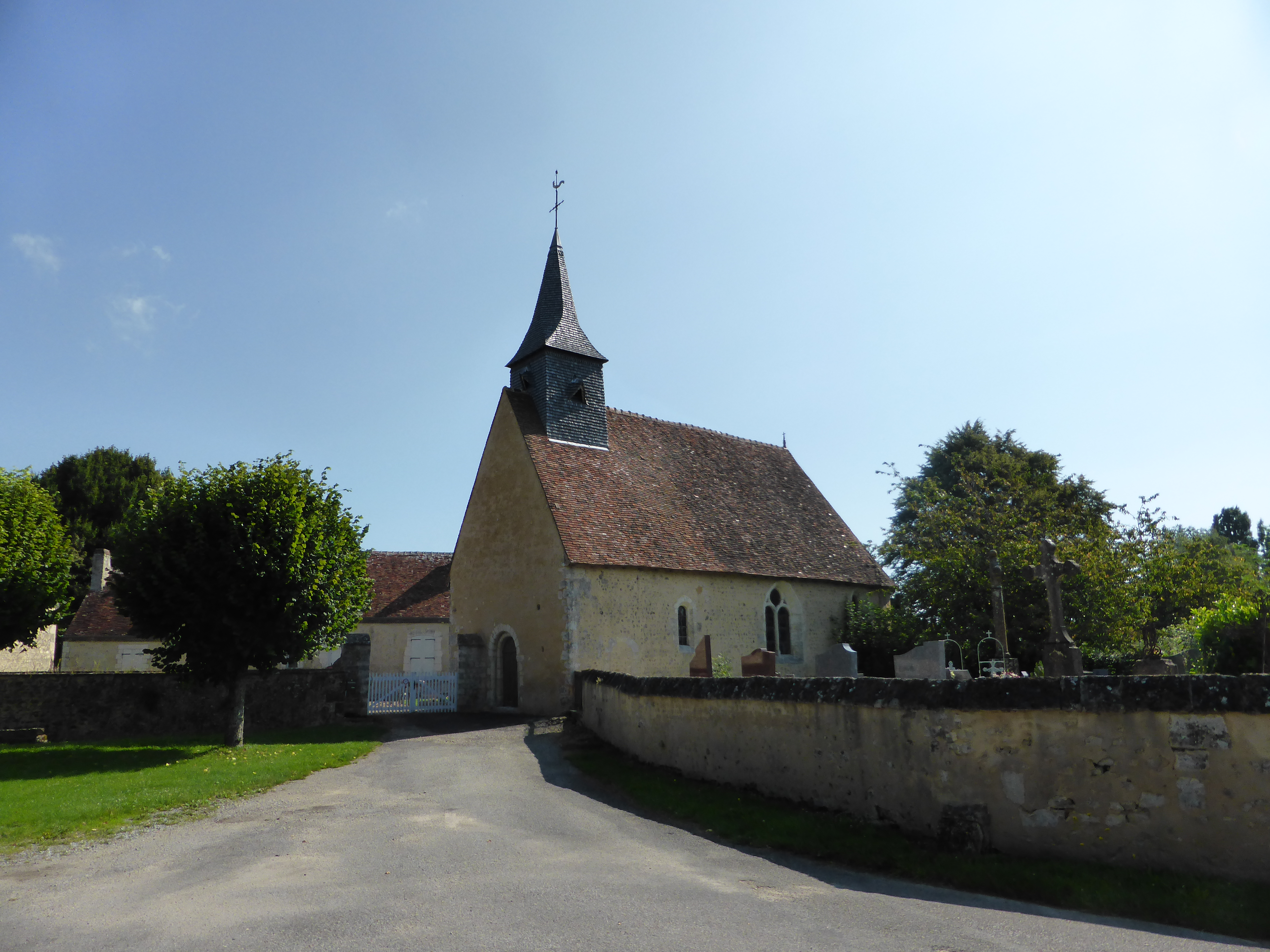
Kirche Saint-Aubin

- Kirche Saint-Aubin, Monument historique